# Serhij Kostjuk
Serhij Anatolijovyč Kostjuk (in ucraino Сергій Анатолійович Костюк?, in kazako Сергей Костюк?, Sergeý Kostyuk, in russo Сергей Анатольевич Костюк?, Sergej Anatol'evič Kostjuk; Odessa, 30 novembre 1978) è un ex calciatore ucraino naturalizzato kazako, di ruolo centrocampista.